# Mõniste
Cet article concerne le village. Pour l'ancienne commune, voir Commune de Mõniste.
Mõniste (autrefois en allemand : Menzen, en dialecte régional : Mõnistõ) est un village de la commune de Rõuge, situé dans le comté de Võru en Estonie.

## Histoire
Ce village était, du XVIIIe siècle à la réforme agraire de 1919, le domaine de la branche cadette de la famille des barons von Wulf. Il appartenait alors à la paroisse d'Harjel.
De 1991 jusqu'à la réforme administrative d'octobre 2017, il faisait partie de la commune de Mõniste, date à laquelle celle-ci a été supprimée et intégrée dans la nouvelle commune de Rõuge.

## Démographie
Le 1er janvier 2019, la population s'élevait à 194 habitants.